# Domenico Umberto D'Ambrosio
Domenico Umberto D'Ambrosio (Peschici, 15 settembre 1941) è un arcivescovo cattolico italiano, dal 29 settembre 2017 arcivescovo emerito di Lecce.

## Biografia

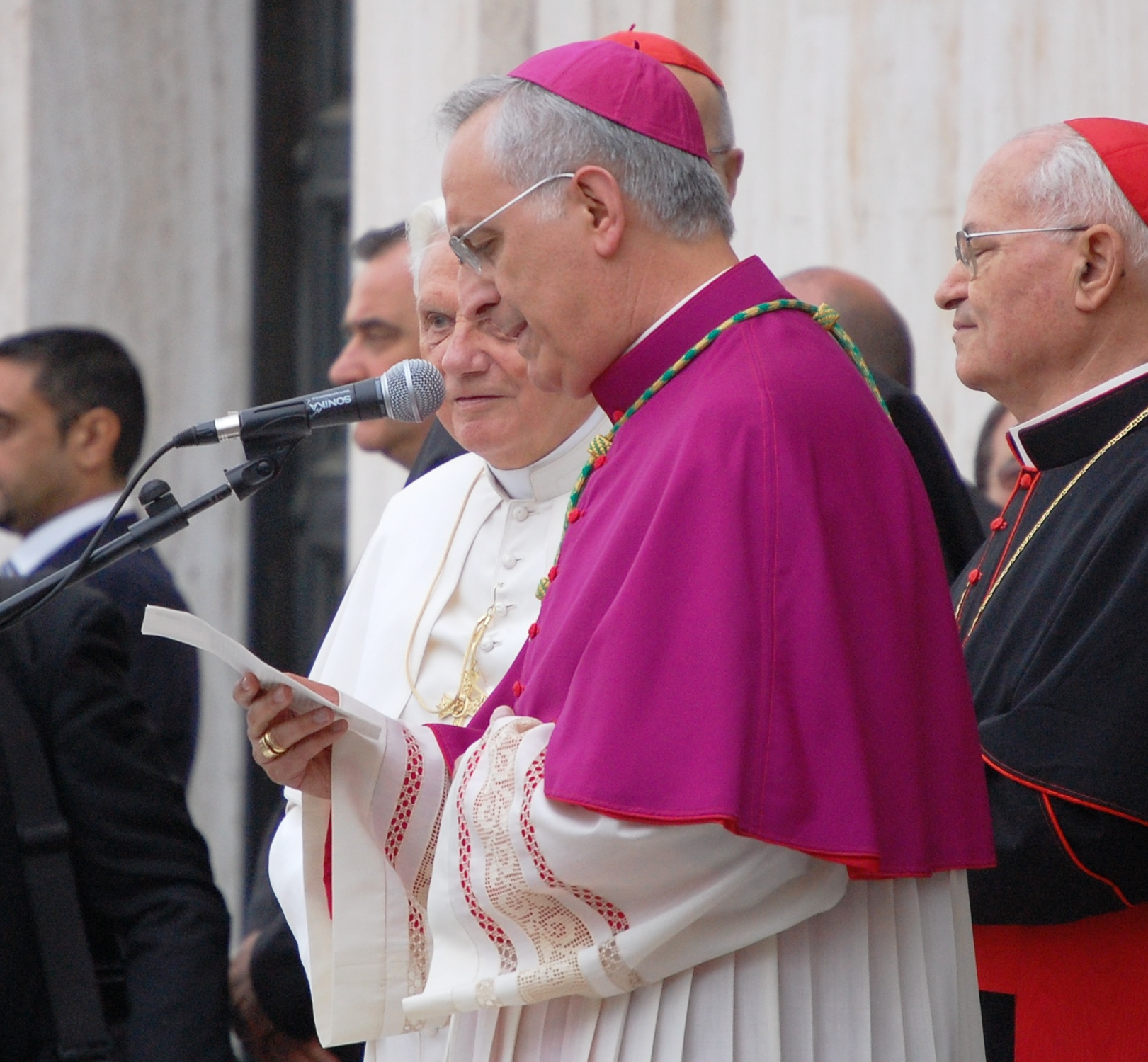
Monsignor D'Ambrosio con papa Benedetto XVI e col cardinale Salvatore De Giorgi. San Giovanni Rotondo, 21 giugno 2009

Frequenta il seminario diocesano di Manfredonia mentre era vescovo Andrea Cesarano e viene ordinato sacerdote il 19 luglio 1965 dalle mani dello stesso prelato sipontino. Per alcuni anni fino al 1990 è parroco della parrocchia di San Leonardo Abate in San Giovanni Rotondo.

### Episcopato a Termoli-Larino e a Foggia-Bovino
Segnalato per le sue eccezionali doti di comunicatore e pastore dall'arcivescovo di Manfredonia-Vieste Valentino Vailati è eletto alla sede vescovile di Termoli-Larino il 14 dicembre 1989; riceve la consacrazione episcopale il 6 gennaio dell'anno successivo dalle mani di papa Giovanni Paolo II, co-consacranti gli arcivescovi Giovanni Battista Re e Myroslav Marusyn.
Il 27 maggio 1999 viene eletto arcivescovo dell'arcidiocesi metropolitana di Foggia-Bovino, presso la quale presterà il servizio episcopale per quattro anni. Dal 24 agosto 2002 all'8 marzo 2003 come arcivescovo metropolita di Foggia-Bovino è anche amministratore apostolico sede vacante dell'arcidiocesi di Manfredonia-Vieste, sede suffraganea.

### Episcopato a Manfredonia-Vieste-San Giovanni Rotondo
L'8 marzo 2003, per volontà di Giovanni Paolo II, è trasferito dall'arcidiocesi metropolitana di Foggia-Bovino all'arcidiocesi di Manfredonia-Vieste-San Giovanni Rotondo, sua suffraganea. Nell'occasione viene nominato anche delegato dalla Santa Sede per il santuario e le opere di padre Pio da Pietrelcina.
Il 1º luglio 2004 consacra a San Giovanni Rotondo la chiesa di Padre Pio, progettata da Renzo Piano. Il 6 gennaio 2008 annuncia l'esumazione e la ricognizione canonica del frate cappuccino, avvenuta il successivo 2 marzo. Da aprile 2008 a settembre 2009, in occasione del quarantesimo anniversario della morte, ne viene disposta dalla Santa Sede l'esposizione del corpo. Il 21 giugno 2009 accompagna papa Benedetto XVI nella visita a San Giovanni Rotondo.

### Episcopato a Lecce
Il 16 aprile 2009 è eletto alla sede metropolitana di Lecce. Il 29 giugno dello stesso anno riceve il pallio da papa Benedetto XVI nella Basilica di San Pietro e il successivo 4 luglio prende possesso della cattedra leccese. È uno dei pochi arcivescovi italiani ad aver compiuto un cursus honorum interamente pastorale, senza aver mai lavorato in campo diplomatico o aver condotto studi universitari.
Tratteggia il suo ministero episcopale per l'attenzione al sociale, in particolare invitando a un ritorno alla sobrietà nelle manifestazioni religiose. Emblematico risulta l'appello dell'agosto 2010, durante l'omelia della festa dei santi patroni di Lecce,, cui sono seguite l'anno successivo dichiarazioni altrettanto nette rivolte in particolare allo sperpero delle risorse pubbliche. A dicembre 2013 l'arcidiocesi di Lecce si fa garante presso un istituto di credito per un programma di microcredito rivolto a giovani inoccupati e disoccupati.
Dal gennaio 2012 avvia la visita pastorale della diocesi, che conclude nel 2014. A maggio 2013 si reca a Roma, con gli altri vescovi della Puglia, in visita ad limina per incontrare papa Francesco e illustrare la situazione generale della Chiesa leccese.
Concelebra all'ordinazione episcopale di Vito Angiuli (4 dicembre 2010) e presiede, come consacrante principale, l'ordinazione episcopale di Fernando Filograna (14 settembre 2013), ambedue nominati vescovi di diocesi suffraganee di Lecce.
Il 29 settembre 2017 papa Francesco accoglie la sua rinuncia al governo pastorale dell'arcidiocesi di Lecce per raggiunti limiti d'età; gli succede Michele Seccia.

### Altri incarichi
- Presidente della Commissione episcopale per il Pontificio Seminario Regionale Pugliese "Pio XI"[7]
- Membro della Commissione episcopale per i problemi sociali e il lavoro, la giustizia e la pace
- Membro della Conferenza episcopale pugliese

### Libri e lettere pastorali
- "Questo è il giorno fatto dal Signore", Manfredonia, 2004
- "Giovani e famiglia in missione", Manfredonia, 2007
- Lettera pastorale  "Conosco le mie pecore" alla comunità diocesana in occasione dell'apertura della visita pastorale, Lecce, 2011
- Lettera pastorale "Attraversare la porta ", Lecce, 2013
- Lettera pastorale "La sfida della Comunione" alla comunità diocesana dopo la visita pastorale, Lecce, 2014

## Genealogia episcopale e successione apostolica
La genealogia episcopale è:
- Cardinale Scipione Rebiba
- Cardinale Giulio Antonio Santori
- Cardinale Girolamo Bernerio, O.P.
- Arcivescovo Galeazzo Sanvitale
- Cardinale Ludovico Ludovisi
- Cardinale Luigi Caetani
- Cardinale Ulderico Carpegna
- Cardinale Paluzzo Paluzzi Altieri degli Albertoni
- Papa Benedetto XIII
- Papa Benedetto XIV
- Papa Clemente XIII
- Cardinale Enrico Benedetto Stuart
- Papa Leone XII
- Cardinale Chiarissimo Falconieri Mellini
- Cardinale Camillo Di Pietro
- Cardinale Mieczysław Halka Ledóchowski
- Cardinale Jan Maurycy Paweł Puzyna de Kosielsko
- Arcivescovo Józef Bilczewski
- Arcivescovo Bolesław Twardowski
- Arcivescovo Eugeniusz Baziak
- Papa Giovanni Paolo II
- Arcivescovo Domenico Umberto D'Ambrosio

La successione apostolica è:
- Vescovo Fernando Filograna (2013)

## Riconoscimenti
- Cittadino onorario di Manfredonia dal 25 giugno 2009.
- Gran Priore per la Sezione Salento dell'Ordine Equestre del Santo Sepolcro di Gerusalemme dal 16 aprile 2009[8]
- Il 7 novembre 2017 ha ricevuto, nell'Aula Consiliare di Palazzo Carafa, dalle mani del sindaco Carlo Salvemini le chiavi della città di Lecce.[9]